# Деанджело, Тони
Энтони «Тони» Деанджело (англ. Anthony "Tony" DeAngelo; род. 24 октября 1995, Сьюэлл, Нью-Джерси) — американский хоккеист, защитник клуба НХЛ «Нью-Йорк Айлендерс».

## Карьера
Свою карьеру начал в клубе USHL «Сидар-Рапидс Рафрайдерс», он перешёл туда в возрасте 14 лет и стал самым молодым игроком лиги. По окончании сезона он вышел на входящий драфт для новичков OHL где был выбран в 1-м раунде клубом «Сарния Стинг».
На драфте НХЛ 2014 года клуб «Тампа-Бэй Лайтнинг» выбрал Энтони в 1-м раунде под общим 19-м номером. 2 декабря 2014 года «молнии» подписали с ним трёхлетний контракт новичка.
8 января 2015 года Деанджело обменяли в команду «Су-Сент-Мари Грейхаундз». В этом же сезоне OHL объявила, что Энтони получает приз Макс Камински Трофи, который вручается лучшему защитнику лиги. Также он был объявлен лучшим защитником CHL.
Свою профессиональную карьеру Энтони начал в Сезоне 2015/16 в составе клуба АХЛ «Сиракьюз Кранч».
25 июня 2016 года, во время драфта «Тампа» обменяла Деанджело в клуб «Аризона Койотис». 8 ноября 2016 года он дебютировал в составе «койотов» в НХЛ, это случилось в матче против «Колорадо Эвеланш», в этом же матче он забил свой первый гол в карьере НХЛ. 12 ноября 2016 года он сделал свою первую голевую передачу в лиге в матче против «Бостон Брюинз».
23 июня 2017 года «Аризона» обменяла Деанджело в «Нью-Йорк Рейнджерс».
20 сентября 2019 года Энтони продлил с «Рейнджерс» контракт на 1 год с зарплатой 925 тыс. долларов.
28 июля 2021 года подписал однолетний контракт с «Каролиной Харрикейнз» на 1 млн долларов. В 64 матчах регулярного сезона набрал 51 очко (10+41). В плей-офф набрал 10 очков (1+9) в 14 матчах.
8 июля 2022 года «Каролина» обменяла Деанджело в «Филадельфию Флайерз» на несколько выборов на драфтах. Деанджело подписал с «Флайерз» двухлетний контракт на 10 млн долларов. За «Флайерз» в сезоне 2022/23 Деанджело сыграл 70 матчей и набрал 42 очка (11+31). После сезона 2022/23 появились слухи, что Деанджело хочет вернуться в «Каролину». Его контракт был выкуплен 14 июля 2023 года, что сделало его первым в истории игроком НХЛ, чей контракт был выкуплен дважды.
24 июля 2023 года подписал однолетний контракт с «Каролиной». В регулярном сезоне 2023/24 сыграл всего 31 матч и набрал 11 очков (3+8) при показателе полезности -7. В плей-офф сыграл 9 матчей и набрал 2 очка (0+2).
23 сентября 2024 года подписал однолетний контракт с клубом КХЛ СКА из Санкт-Петербурга. 27 сентября в первой игре набрал 3 очка (0+3) в матче против «Северстали» (8:5) при показателе полезности +6. 3 января 2025 года набрал 3 очка (1+2) в матче против ЦСКА (6:3), это оказались последние очки Деанджело за СКА. Всего сыграл за СКА 34 матча и набрал 32 очка (6+26) при общем показателе полезности +15 (в последних трёх матчах показатель полезности составил -5), а также получил 33 штрафные минуты. В среднем Деанджело проводил на площадке по 23,5 минуты. 11 января 2025 года не играл в третьем периоде матча против московского «Динамо» по решению тренера Романа Ротенберга (СКА проиграл матч в гостях со счётом 4:5). По ходу матча на видео попала перепалка Деанджело и тренера СКА Корешкова. Последним матчем Деанджело за СКА стала гостевая игра против лидера чемпионата «Локомотива» (3:4 ОТ), в котором защитник провёл на льду более 26 минут, очков не набрал и получил показатель полезности -1. 14 января 2025 года контракт СКА и Деанджело был расторгнут, позже появилась информация, что СКА заплатил игроку 14 млн рублей за расторжение контракта. Деанджело сразу после расторжения контракта заявил, что это произошло по семейным обстоятельствам, он возвращается в Северную Америку. На момент расторжения контракта Деанджело занимал 4-е место в списке лучших защитников-бомбардиров сезона 2024/25 и получил вызов на Матч звёзд КХЛ 2025 года по результатам голосования болельщиков. По ходу сезона подвергался критике за слабую игру в обороне.
24 января 2025 года подписал минимальный контракт до окончания сезона 2024/25 с клубом НХЛ «Нью-Йорк Айлендерс». 25 января дебютировал в составе «Айлендерс», сыграв 25 минут в матче против «Каролины» (3:2 ОТ). 28 января набрал первое очко в новой команде, сделав передачу в игре против «Колорадо» (5:2). 1 февраля забросил первую шайбу за «Айлендерс» в игре против «Тампы-Бэй» (3:2).